# コムウンモル洞窟遺跡
コムウンモル洞窟遺跡（コムウンモルどうくついせき、朝鮮語: 검은모루동굴유적）は、朝鮮民主主義人民共和国黄海北道祥原郡の黒隅里（흑우리）で発見された旧石器時代の遺跡である。ヒトの住居跡と、狩猟して食べたと推測される動物の骨が発見された。北朝鮮の国宝文化遺物第27号に指定されている。遺物の多くは平壌の朝鮮中央歴史博物館に展示されている。

## 詳細
後期旧石器時代の約60万年前の遺跡として推定され、北朝鮮学界では始まりを約100万年前と推定すると伝えられる。
永南大学教授のチョン・ヨンファの研究報告書によると、遺跡は1966年から1970年にかけて発掘された。石灰岩の洞窟の遺跡は合計5つの層で構成され、上記の重要な遺物は下から4番目の層で発見された。他にも（下から）1、3、4層目に中期の更新世の初期に相当する豊富な動物相遺物が発見された。

## 黒い山葡萄原人
コムウンモル洞窟遺跡の住民は「黒い山葡萄原人」の名で知られる。地名「검은모루、geom-eun molu、コムウン（黒）モル（丸）」の「모루（モル）」を「머루（マル、山葡萄）」と取り違えた誤訳と考えられる。